# Stéphen Sauvestre
Pour les articles homonymes, voir Sauvestre.
Stephen Sauvestre, né le 26 décembre 1847 à Bonnétable (Sarthe) et mort le 18 juin 1919 à Paris 8e, est un architecte français.
Il est particulièrement connu pour avoir donné la forme architecturale définitive au projet technique de la tour Eiffel des ingénieurs Koechlin et Nouguier. Ce projet a provoqué l'enthousiasme de Gustave Eiffel et la réalisation de cette tour, qui a donc l'apparence dessinée par Sauvestre.

## Biographie

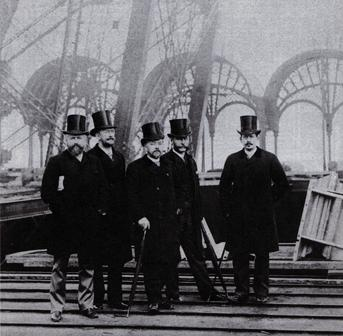
L'équipe du projet de la tour Eiffel. Stéphen Sauvestre est à gauche, à côté d'Émile Nouguier, Maurice Koechlin et de Gustave Eiffel, au centre.

Stephen est le fils de Charles Sauvestre, instituteur puis journaliste, et d'une mère enseignante. La famille s'installe à Paris après 1848. Le père est profondément anticlérical ; la mère rejoint un groupe de femmes, réunies autour d'Élisa Lemonnier, qui se mobilisent pour l'instruction des jeunes filles. 
Le 13 avril 1872, Stephen épouse Louise Hermance Duhoux, de huit ans son aînée, institutrice issue d'une famille de gentilshommes verriers de l'Argonne,. Le couple vit dans le XVIIe arrondissement de Paris et ne semble pas avoir eu d'enfants. 
Stéphen Sauvestre meurt à son domicile du 33 rue de Turin (Paris VIIIe) le 18 juin 1919.

### Formation
Stephen Sauvestre est d'abord élève dans l'école nouvellement fondée par Philibert Pompée qui met en œuvre un enseignement vivant. Il devient ensuite élève de la première promotion de l'École spéciale d'architecture ouverte à l'initiative d'amis de ses parents et anciens saint-simoniens et dirigée par Émile Trélat. Il en sort diplômé en 1868.
Il obtient en 1869 une médaille au Salon avec son confrère de l'ESA, Gautier, pour une étude du Mont Saint-Michel,.

### Exposition universelle de 1878
Il réalise, pour l'Exposition universelle de 1878, pour son commanditaire Gustave Eiffel le pavillon de la compagnie parisienne du Gaz. Il semble qu'il travaillait déjà pour lui en 1875.

### Construction d'hôtels particuliers
À partir de 1878, il construit des hôtels particuliers dans le quartier de la Plaine-de-Monceaux pour le compte de riches clients qu'il recrute à l'aide d'annonces dans les journaux. Il utilise la brique, la pierre le bois et affectionne le style néo-normand.

### Exposition universelle de 1889

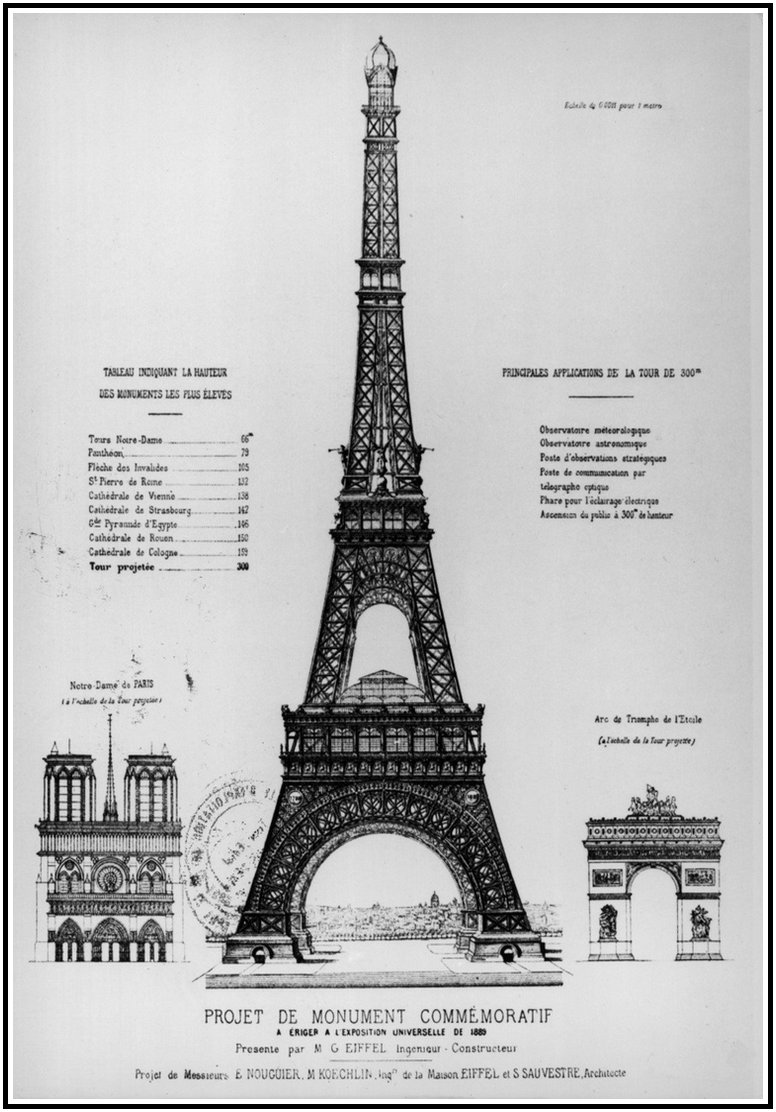
Projet architectural de Sauvestre pour la tour Eiffel.

Il participe en 1884 à la conception architecturale de la tour Eiffel. Il revoit la conception du projet des ingénieurs Maurice Koechlin et Émile Nouguier. Ce n'était plus alors un projet d'ingénieur mais un projet d'architecte, et cette différence fait tout, aux yeux d'Eiffel. Stephen Sauvestre redessine les plans, fait partir les piles de socles en maçonnerie, incurve les piles un peu plus que cela était sur le premier plan et les lie par deux plates-formes, une à mi-hauteur de la jonction des piles, l'autre à la jonction. Il adjoint une 3e plate-forme de maintien au sommet et ajoute des arcs qui assurent la solidité de la base. Il modifie également un peu l'esthétique en ajoutant un campanile au sommet.
C'est ce projet qui sera le projet définitif. Gustave Eiffel y croit et pense sincèrement que cette tour pourra être réalisée. Le 18 septembre 1884 il dépose le brevet expliquant comment monter une tour métallique de 300 m, dont l'intitulé exact est : 
« Disposition nouvelle permettant de construire des piles et des pylônes métalliques d’une hauteur pouvant dépasser 300 mètres. »
L'inauguration de la tour lors de l'Exposition universelle de 1889 est le sommet de la carrière de Stephen Sauvestre. Il est nommé architecte en chef des colonies et dessine le palais central des colonies, bâtiment principal de l'exposition coloniale sur l'esplanade des Invalides et reçoit à ce titre la Légion d'honneur. En parallèle, il conçoit le pavillon du Nicaragua construit grâce à l'intérêt de la famille Menier pour ce pays où elle possède d'importantes plantations de cacao.

### Commandes de la famille Menier
Stephen Sauvestre est un des architectes préférés de cette famille qui a des moyens illimités et une frénésie de construction. Entre 1884 et 1912, il dessine la villa fantasque pour Albert Menier à Neuilly avec son cirque et son usine électrique, le pavillon du Nicaragua pour Gaston Menier, le château d'Henri Menier sur l'île d'Anticosti au Canada, une usine à Noisiel tellement monumentale qu'on l'appelle « la Cathédrale » et enfin une villa (« Bois Larris ») à Lamorlaye pour Gaston Menier.

## Principales réalisations

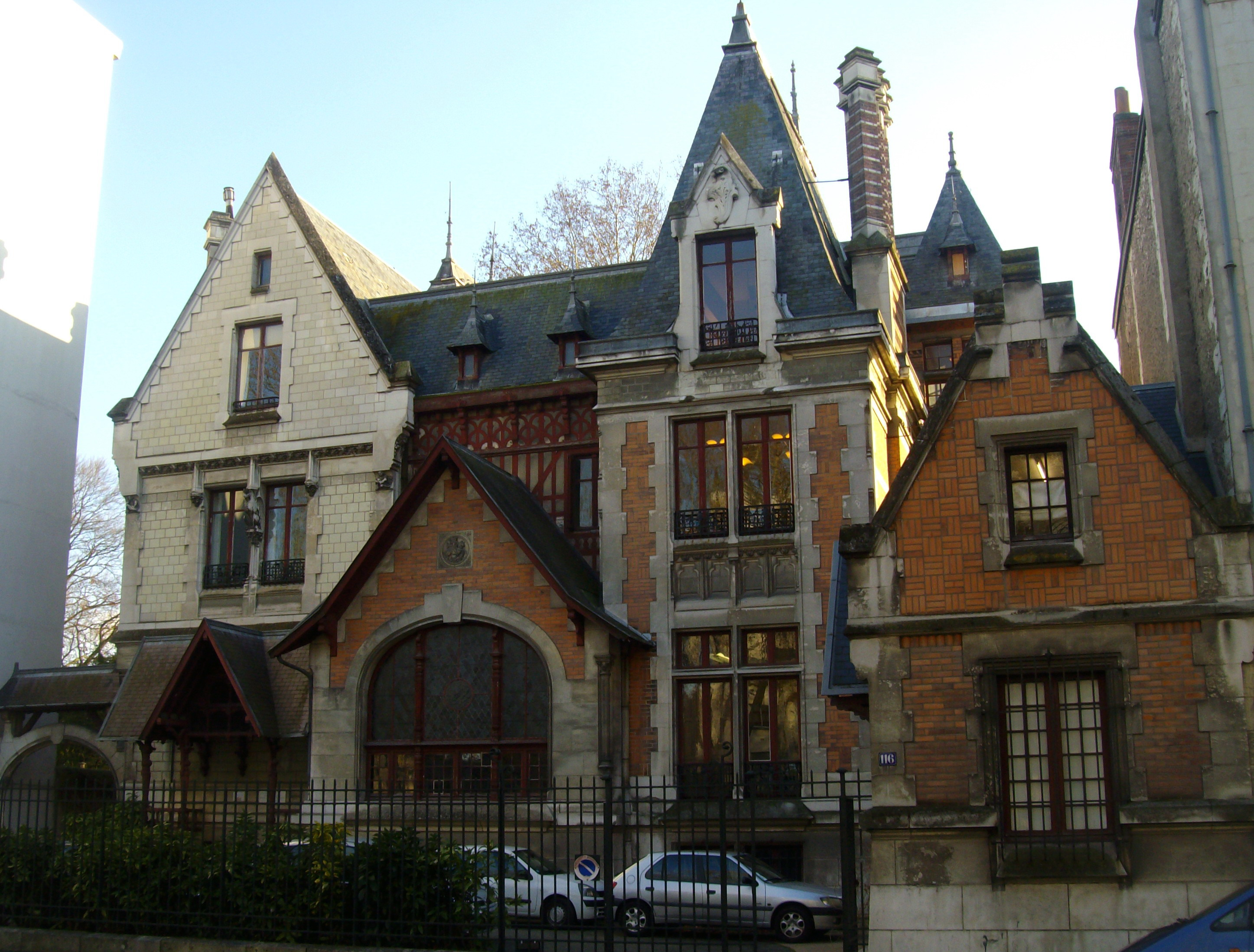
Manoir Béranger, à Tours.

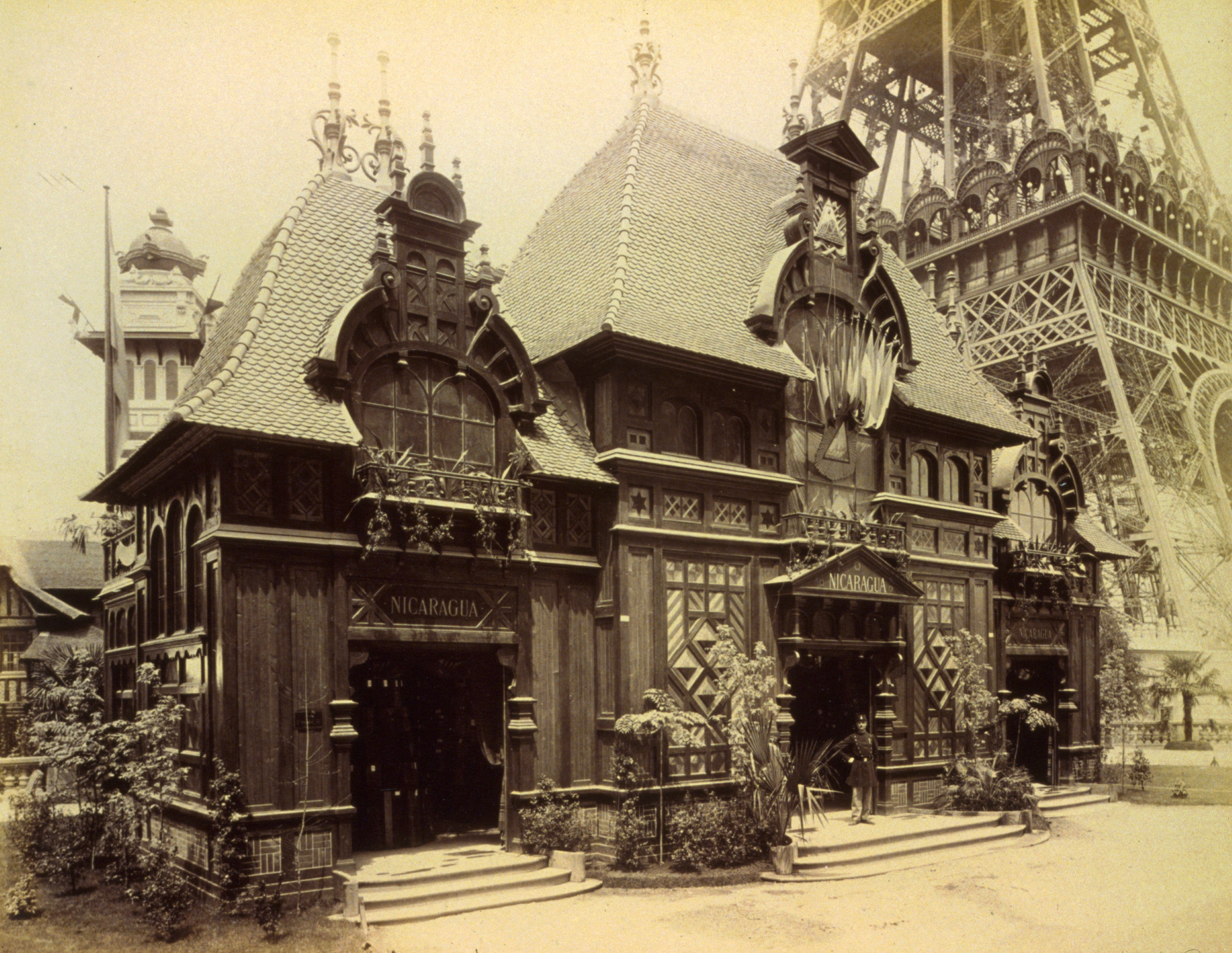
Pavillon du Nicaragua au pied de la tour Eiffel, exposition universelle, Paris 1889.

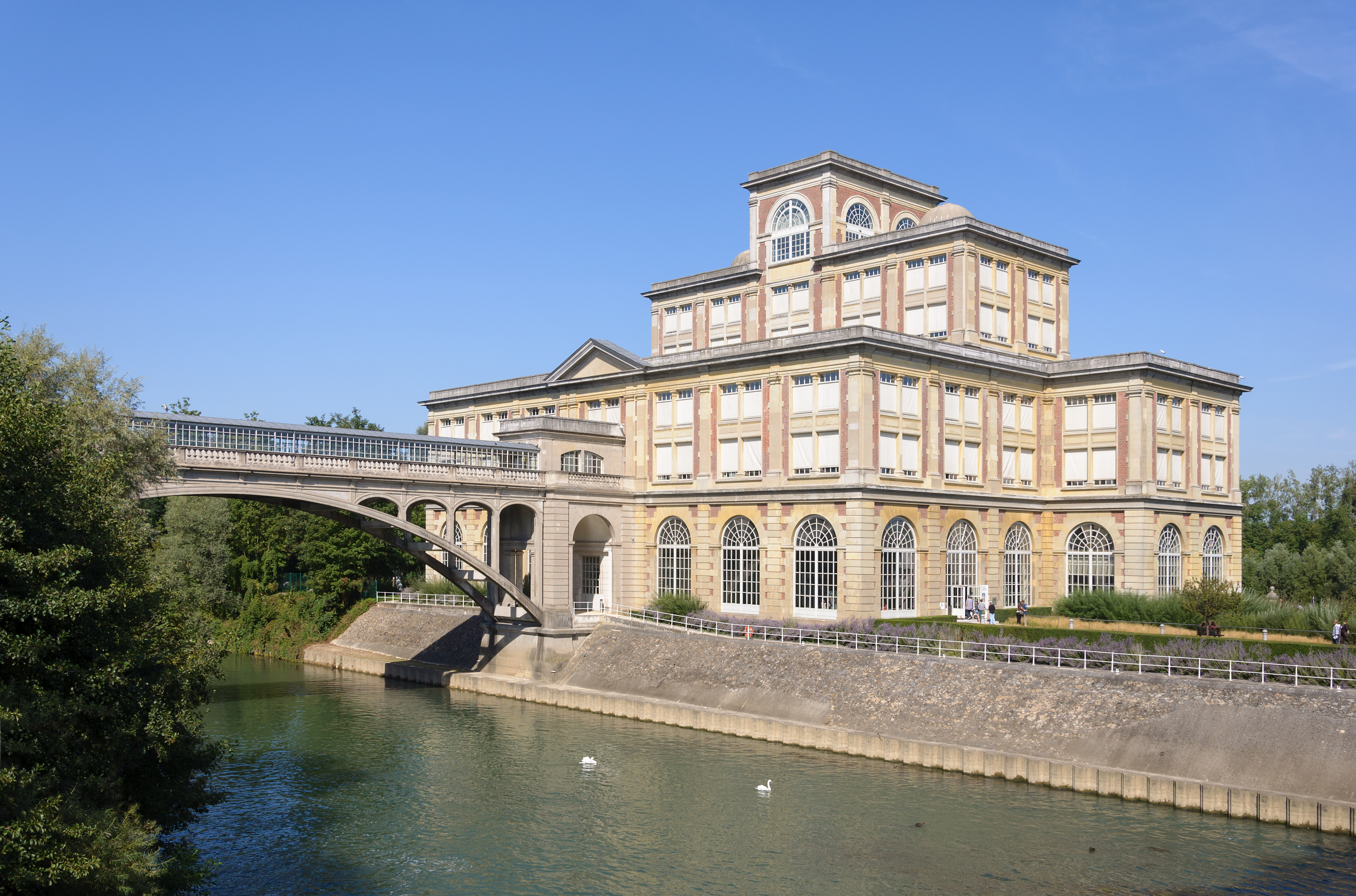
La nouvelle chocolaterie Menier (1906), dite la « cathédrale », reliée aux autres ateliers du site par le pont Hardi, à Noisiel (Seine-et-Marne).

- 1871 : filature de Cercamp, Frévent[6],[13],[14] 50,271112, 2,297488 ;
- 1878 : pavillon de la Compagnie parisienne d'éclairage et de chauffage par le gaz (détruit), exposition universelle, Paris[9] 48,859318, 2,296307 ;
- 1878 : hôtel Lecaudey (détruit), carrefour bd Malesherbes rue Cardinet, Paris[15] 48,884178, 2,308806 ;
- 1878-1879 : hôtel, 67 rue de Prony, Paris 48,882944, 2,302463 ;
- 1878-1879 : hôtel, 69 rue de Prony, Paris 48,882988, 2,302349 ;
- 1879 : école de chimie, (détruite), avenue Kennedy, Mulhouse 47,748755, 7,334017[16] ;
- 1880-1881 : immeuble, 61 rue Ampère, Paris[17] 48,885177, 2,30115 ;
- 1880-1881 : hôtel (détruit), 2 rue Alphonse-de-Neuville anciennement 20 rue Brémontier / 147 av de Wagram, Paris[18] 48,885455, 2,303258 ;
- 1880-1881 : hôtel (détruit), 4 rue Alphonse-de-Neuville anciennement 22 rue Brémontier, Paris[19],[20] 48,885597, 2,303049 ;
- 1881 : hôtel (détruit), 6 rue Alphonse-de-Neuville anciennement 24 rue Brémontier, Paris 48,885648, 2,302983 ;
- 1881 : hôtel (remanié depuis), 8 rue Alphonse-de-Neuville anciennement 26 rue Brémontier, Paris 48,885696, 2,302925 ;
- 1881 : hôtel particulier, 9 rue Le Chatelier, Paris[21] 48,885876, 2,295673 ;
- 1882 : villa Brimbelette (détruite), boulevard Flandrin, Paris[22],[23],[24],[25] 48,868931, 2,274648 ;
- 1882-1883 : hôtel particulier, 134 avenue de Villiers, Paris[17],[26] 48,885464, 2,294386 ;
- 1884 : maison d'Albert Menier (détruite), 30-32 boulevard Victor-Hugo, Neuilly-sur-Seine[27] 48,886321, 2,280247 ;
- 1884-1885 : hôtel Béranger, 116 boulevard Béranger, Tours[28] 47,388442, 0,678397 ;
- 1887 : hôtel particulier du comte Stanislas Potocki, 12 square du Bois-de-Boulogne, Paris[22],[29],[30] 48,87339, 2,278967 ;
- 1887-1889 : tour Eiffel 48,858373, 2,294474 ;
- 1888 : hôtel particulier, 144 rue de Longchamp, Paris[29] 48,86761, 2,277295 ;
- 1889 : palais central des Colonies (détruit), exposition universelle, esplanade des Invalides, Paris[31],[32],[33],[34],[35] 48,860521, 2,313813 ;
- 1889 : pavillon du Nicaragua (détruit), exposition universelle, Champ de Mars, Paris[36] 48,857123, 2,294117 ;
- 1889-1890 : immeuble, 63 rue Ampère, Paris[17] 48,885192, 2,300977 ;
- 1890 : hôtel (détruit), 149 avenue de Wagram, Paris[37] 48,88555, 2,303443 ;
- 1893 : immeuble, 42 avenue George-V, Paris (travaux d'agrandissement)[38],[39] 48,870471, 2,301217 ;
- 1893 : immeuble, 4 et 6 rue Eugène-Flachat, Paris (détruit)[40] 48,887249, 2,300377 ;
- 1897-1898 : villa les Bleuets, hameau de Promenthoux, Prangins, (Suisse) pour Jean-Philippe Worth[41],[42],[43], 46,391975, 6,266929 ;
- 1900-1900 : pavillon à Suresnes, Hauts-de-Seine dit pavillon Balsan[44] 48,87143, 2,221673 ;
- 1900-1905 : château Menier (détruit), Anticosti[45] (Québec) 49,825862, −64,373742 ;
- 1900-1902 : château de Boisse, Saint-Jouvent (Haute-Vienne)[46],[47]45,965696, 1,197769 ;
- 1903-1904 : la villa des Algues, Villers-sur-Mer, Calvados[48],[49] 49,32183, −0,011298 ;
- 1906 : château neuf (restauration), Saint-Germain-en-Laye, Yvelines[50],[51] 48,897126, 2,101086 ;
- 1906 : nouvelle chocolaterie Menier dite « la Cathédrale », Noisiel, Seine-et-Marne[52] 48,858006, 2,621952 ;
- 1906 : villa Montalivet, Biarritz, Pyrénées-Atlantiques[53],[54],[55] 43,492108, −1,551702 ;
- 1911 :  manoir de Bédanne (restauration), Tourville-la-Rivière, Seine-Maritime[56],[57] 49,325956, 1,063372 ;
- 1912 : villa Tournebride, actuel « Bois Larris », à Lamorlaye dans l'Oise pour la famille Menier[58] 49,158679, 2,454833.